# 掛川警察署
掛川警察署（かけがわけいさつしょ）は、静岡県掛川市に所在する静岡県警察所管の警察署。

## 所在地
- 静岡県掛川市宮脇1丁目1番地の1

## 管轄区域
- 掛川市

## 組織
- 警務課
- 会計課
- 地域課
- 生活安全課
- 刑事課
- 交通課
- 警備課

## その他
2018年3月、静岡県警察初の女性警察署長が掛川署長に就任した。

## 交番・警察官駐在所

### 交番
- 掛川駅前交番(駅前)
- 大須賀交番(西大渕)
- 大東交番(大坂)
- 西部交番(大池)

### 警察官駐在所
- 日坂警察官駐在所(日坂)
- 上内田警察官駐在所(和田)
- 原谷警察官駐在所(本郷)
- 原田警察官駐在所(原里)
- 伊達方警察官駐在所(伊達方)
- 倉真警察官駐在所(倉真)
- 西郷警察官駐在所(上西郷)
- 千浜警察官駐在所(千浜)
- 城東警察官駐在所(下土方)